# Pentatlo moderno nos Jogos Olímpicos de Verão de 2012 - Masculino
A competição masculina do pentatlo moderno nos Jogos Olímpicos de Verão de 2012 foi realizada no dia 11 de agosto. As provas de esgrima foram realizadas na Copper Box, as competições de natação no Centro Aquático e a prova equestre, a corrida cross-country e o tiro no Greenwich Park.

## Calendário
Horário local (UTC+1)
| Dia          | Horário | Fase                   |
| ------------ | ------- | ---------------------- |
| 11 de agosto | 8:45    | Esgrima                |
| 11 de agosto | 13:20   | Natação                |
| 11 de agosto | 15:20   | Equitação              |
| 11 de agosto | 19:00   | Combinado tiro+corrida |

## Medalhistas
| Ouro   | CZE David Svoboda |
| Prata  | CHN Cao Zhongrong |
| Bronze | HUN Ádám Marosi   |

## Resultados
Um total de 36 pentatletas participaram da prova.
| Pos.              | Pentatleta                  | Esgrima Vitórias (pts) | Natação Tempo (pts) | Equitação Tempo (pts) | Combinado Tempo (pts) | Total |
| ----------------- | --------------------------- | ---------------------- | ------------------- | --------------------- | --------------------- | ----- |
| Medalha de ouro   | CZE David Svoboda           | 26 (1024)              | 2:04.84 (1304)      | 77.28 (1132)          | 10:33.02 (2468)       | 5928  |
| Medalha de prata  | CHN Cao Zhongrong           | 25 (1000)              | 1:58.93 (1376)      | 74.62 (1080)          | 10:38.02 (2448)       | 5904  |
| Medalha de bronze | HUN Ádám Marosi             | 20 (880)               | 2:02.08 (1336)      | 75.94 (1200)          | 10:45.72 (2420)       | 5836  |
| 4                 | RUS Aleksander Lesun        | 25 (1000)              | 2:04.29 (1312)      | 77.61 (1112)          | 11:05.83 (2340)       | 5764  |
| 5                 | GER Steffen Gebhardt        | 20 (880)               | 2:07.08 (1276)      | 72.11 (1160)          | 10:37.16 (2452)       | 5756  |
| 6                 | AUT Thomas Daniel           | 17 (808)               | 2:09.23 (1252)      | 73.56 (1180)          | 10:24.02 (2504)       | 5744  |
| 7                 | RUS Andrey Moiseev          | 22 (928)               | 2:02.71 (1328)      | 70.65 (1140)          | 11:05.28 (2340)       | 5736  |
| 8                 | LTU Justinas Kinderis       | 15 (760)               | 2:04.35 (1308)      | 72.78 (1140)          | 10:19.34 (2524)       | 5732  |
| 9                 | ITA Riccardo De Luca        | 16 (784)               | 2:08.29 (1264)      | 72.09 (1200)          | 10:32.34 (2472)       | 5720  |
| 10                | GBR Nicholas Woodbridge     | 17 (808)               | 1:57.32 (1396)      | 81.22 (1156)          | 11:01.66 (2356)       | 5716  |
| 11                | KOR Jung Jin-Hwa            | 16 (784)               | 2:00.25 (1360)      | 70.01 (1160)          | 10:57.17 (2372)       | 5676  |
| 12                | HUN Róbert Kasza            | 20 (880)               | 2:01.59 (1344)      | 74.57 (1200)          | 11:27.85 (2252)       | 5676  |
| 13                | GBR Samuel Weale            | 17 (808)               | 2:03.40 (1320)      | 76.68 (1176)          | 11:00.00 (2360)       | 5664  |
| 14                | MEX Óscar Soto              | 16 (784)               | 2:10.98 (1232)      | 76.38 (1176)          | 10:34.42 (2464)       | 5656  |
| 15                | CZE Ondřej Polívka          | 12 (688)               | 2:02.71 (1328)      | 76.14 (1136)          | 10:25.99 (2500)       | 5652  |
| 16                | BLR Stanislau Zhurauliou    | 20 (880)               | 2:06.80 (1280)      | 70.07 (1120)          | 10:58.10 (2368)       | 5648  |
| 17                | FRA Christopher Patte       | 16 (784)               | 2:05.99 (1292)      | 76.38 (1116)          | 10:43.96 (2428)       | 5620  |
| 18                | CHI Esteban Bustos          | 15 (760)               | 2:10.52 (1236)      | 68.58 (1160)          | 10:38.72 (2448)       | 5604  |
| 19                | LAT Deniss Čerkovskis       | 23 (952)               | 2:10.78 (1232)      | 91.78 (976)           | 10:46.88 (2416)       | 5576  |
| 20                | ITA Nicola Benedetti        | 17 (808)               | 2:18.47 (1140)      | 84.16 (1084)          | 10:16.92 (2536)       | 5568  |
| 21                | KAZ Rustem Sabizkhuzin      | 19 (856)               | 2:13.21 (1204)      | 72.42 (1100)          | 10:49.57 (2404)       | 5564  |
| 22                | JPN Shinichi Tomii          | 18 (832)               | 2:01.19 (1348)      | 88.57 (1088)          | 11:19.13 (2284)       | 5552  |
| 23                | UKR Pavlo Tymoshchenko      | 13 (712)               | 2:08.15 (1264)      | 69.63 (1140)          | 10:48.37 (2408)       | 5524  |
| 24                | POL Szymon Staśkiewicz      | 14 (736)               | 2:11.54 (1224)      | 75.21 (1180)          | 10:56.31 (2376)       | 5516  |
| 25                | IRL Arthur Lanigan-O'Keeffe | 14 (736)               | 2:02.44 (1332)      | 85.13 (1120)          | 11:08.69 (2328)       | 5516  |
| 26                | GER Stefan Köllner          | 16 (784)               | 2:11.71 (1220)      | 70.47 (1120)          | 10:59.16 (2364)       | 5488  |
| 27                | AUS Edward Fernon           | 14 (736)               | 2:13.10 (1204)      | 87.40 (1152)          | 10:48.19 (2408)       | 5480  |
| 28                | EGY Yasser Hefny            | 17 (808)               | 2:05.90 (1292)      | 80.39 (1080)          | 11:25.53 (2260)       | 5440  |
| 29                | KAZ Pavel Iliashenko        | 15 (760)               | 2:06.62 (1244)      | 96.94 (1036)          | 10:49.80 (2404)       | 5432  |
| 30                | BLR Dzmitry Meliakh         | 17 (808)               | 2:03.67 (1316)      | 78.50 (1028)          | 11:33.18 (2228)       | 5380  |
| 31                | GUA Andrei Gheorghe         | 15 (760)               | 2:13.89 (1196)      | 77.04 (1112)          | 11:15.58 (2300)       | 5368  |
| 32                | USA Dennis Bowsher          | 12 (688)               | 2:05.15 (1300)      | 81.36 (1076)          | 10:25.09 (2260)       | 5324  |
| 33                | EGY Amro El-Geziry          | 18 (832)               | 1:55.70 (1412)      | 111.42 (856)          | 11:42.44 (2192)       | 5292  |
| 34                | KOR Hwang Woo-Jin           | 14 (736)               | 2:01.14 (1348)      | 146.83 (736)          | 12:08.88 (2088)       | 4908  |
| 35                | UKR Dmytro Kirpulyanskyy    | 17 (808)               | 2:04.83 (1304)      | DNF (580)             | 11:18.80 (2288)       | 4740  |
| 36                | CHN Wang Guan               | 12 (688)               | 2:12.13 (1216)      | DNS (0)               | DNS (0)               | 1904  |

Legenda
| Recorde mundial      | Recorde mundial (World record)               |                       | Recorde africano                      | Recorde africano (African) |                                           | Q | Classificado por posição (Qualified) |
| Recorde olímpico     | Recorde olímpico (Olympic record)            | Recorde da América    | Recorde da América (Americas)         | q                          | Classificado por melhor tempo (Qualified) |   |                                      |
| Melhor marca do ano  | Melhor marca do ano (World leading)          | Recorde asiático      | Recorde asiático (Asian)              | DNS                        | Não largou (Did not start)                |   |                                      |
| Recorde nacional     | Recorde nacional (National record)           | Recorde europeu       | Recorde europeu (European)            | DNF                        | Não terminou (Did not finish)             |   |                                      |
| Recorde pessoal      | Recorde pessoal do atleta (Personal best)    | Recorde da Oceania    | Recorde da Oceania (Oceania)          | DSQ / DQ                   | Desclassificado (Disqualified)            |   |                                      |
| Recorde da temporada | Recorde da temporada do atleta (Season best) | Recorde sul-americano | Recorde sul-americano (South America) | NM                         | Sem marca (No mark)                       |   |                                      |